# Leonid Tanjuk

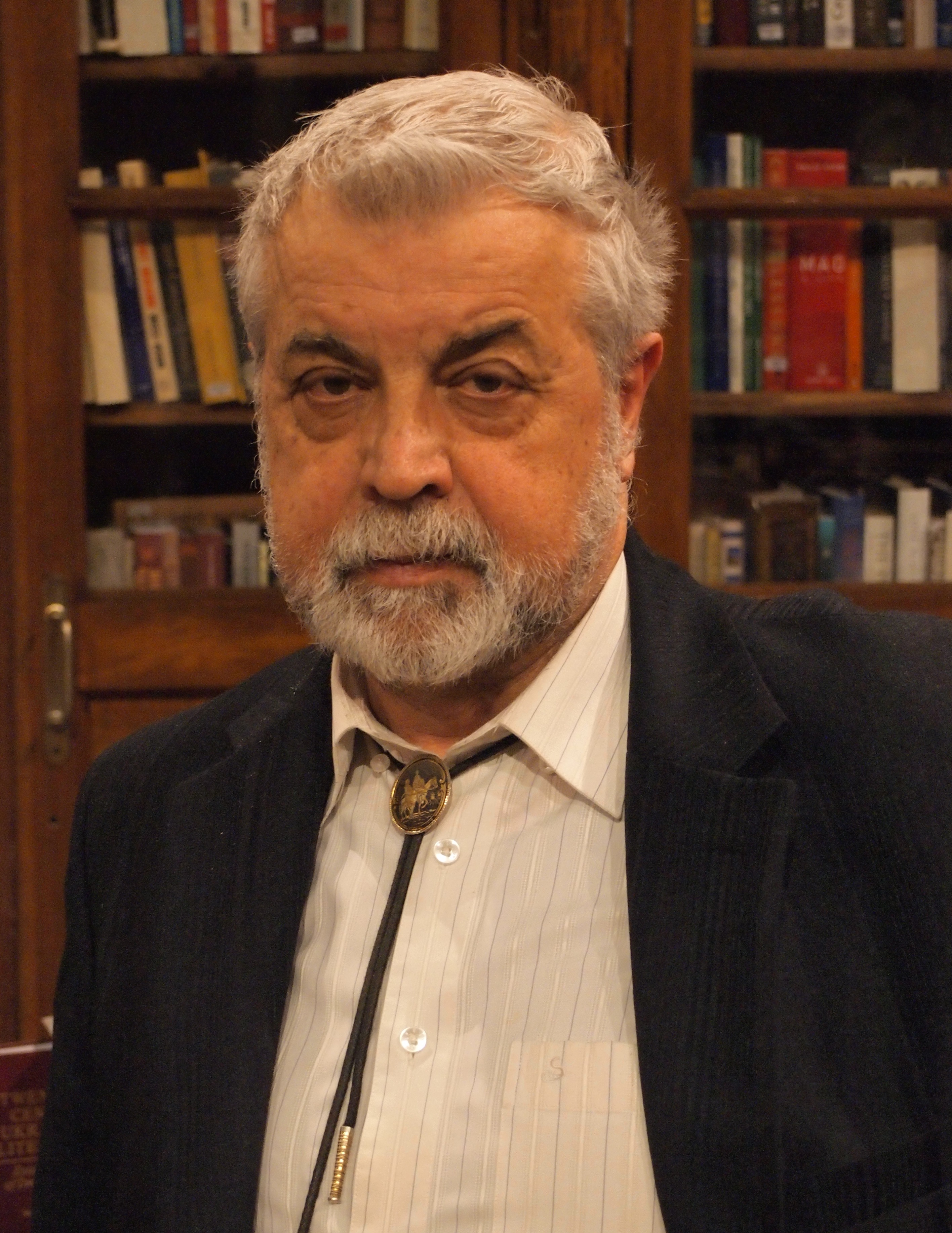
Leonid Tanjuk 2011

Leonid Stepanowytsch Tanjuk (ukrainisch Леонід Степанович Танюк, russisch Леонид Степанович Танюк Leonid Stepanowitsch Tanjuk; * 8. Juli 1938 in Schukyn, Oblast Kiew, Ukrainische SSR; † 18. März 2016 in der Ukraine) war ein ukrainischer Theater- und Filmregisseur, Theaterdirektor und Politiker sowie sowjetischer Dissident, Vertreter der Sechziger. 

## Leben
Leonid Tanjuk kam in Schukyn als Sohn einer Lehrerfamilie zur Welt und wuchs in Luzk auf, wo er seinen Schulabschluss machte. In den Jahren 1958 bis 1963 besuchte er das Theaterinstitut Karpenko-Karyj in Kiew.
Leonid Tanjuk war 1959 Organisator und bis 1963 Präsident des Kiewer „Klub junger Kreativer“ (ukrainisch Клубу творчої молоді), einer informellen Vereinigung regimekritischer Künstler, dem unter anderem Künstler wie Alla Horska, Wassyl Stus, Wassyl Symonenko, Wjatscheslaw Tschornowil und Iwan Switlytschnyj angehörten.
Gemeinsam mit Alla Horska und Wassyl Symonenko,  entdeckte er eine Begräbnisstätte in Bykiwnja Gräber und recherchierte konsequent über dieses und andere Verbrechen der sowjetischen Regierung (KGB). Gleichzeitig begann er, eine Liste der Verfolgten zu erstellen. 
Er arbeitete an den Theaterhäusern in Odessa, Lwiw und Charkiw, und ging, nach Verfolgung durch örtliche Behörden, 1965 nach Moskau, wo er bis 1986 an unterschiedlichen Theaterhäusern wirkte. Zwischen Juni 1986 und April 1988 war er Direktor des Kiewer Jugendtheaters.
1989 war er einer der Gründer der Narodnyj Ruch Ukrajiny (ukrainisch Народний Рух України). Seit 1992 war Tanjuk Abgeordneter der Werchowna Rada, dem ukrainischen Parlament, und dort in den Jahren 1990 bis 1994 Vorsitzender der Kommission für Kultur und geistige Erneuerung. 1992 wurde er Vorsitzender der Nationalen Union der Theaterführer der Ukraine und von 1995 an war er zudem Mitglied der Nationalen Kommission der Ukraine für die UNESCO.
Tanjuk schuf mehr als 600 Werke zu Kunst, Theater, Literatur, Soziologie und Politik. Er schrieb das Drehbuch zum Film „Holod-33“ (Über den Holodomor von 1932/33) und produzierte zwölf Dokumentarfilme.
Er starb im Alter von 77 Jahren und wurde am 22. März 2016 auf dem Baikowe-Friedhof in Kiew bestattet.

## Ehrungen
Tanjuk erhielt zahlreiche Ehrungen und Orden. Darunter:
- 1995 Verdienter Künstler der Ukraine[2]
- 1998 Orden des Fürsten Jaroslaw des Weisen 5. Klasse[5]
- 2008 Volkskünstler der Ukraine[2]
- 2005 Orden des Fürsten Jaroslaw des Weisen 4. Klasse[5]